# Анангула (острів)
Острів Анангула (рос. Анангула; також острів Ананюляк; іноді згадується як Kurityien Anaiuliak, Anaiuliak, Anayulyakh або Anangouliak рос. Ананиулиак) — невеликий острів у групі Лисячих островів з Алеутських островів на південному заході Аляски. Острів довжиною 2,4 км відокремлений від острова Умнак протокою 1,5 км завширшки. Ландшафт острова — переважно безплідна тундра місцями вкрита вулканічним попелом.

## Стародавня історія
Під час останнього Плейстоценового льодовикового періоду Анангула та сусідній острів Умнак утворили край півострова на південній околиці Берингового сухопутного мосту та були вкриті Кордильєрським льодовиковим щитом, який панував у північно-західній частині Північної Америки. Це зробило територію непридатною як для проживання тварин, так і людей, поки льодовиковий покрив не почав відступати приблизно через 10-12 тис. років до н. е.
Перше поселення людей на Анангулі (і найдавніше відоме свідчення людської діяльності на Алеутських островах) було засновано приблизно 8400 років до н. е. на південно-східній частині острова. Хоча оцінки того, як довго поселення було заселеним, різниться від менше ніж 100 до понад 1500 років, загальновизнаним є те, що воно було покинуте після великого виверження вулкана Окмок 70 км на північний схід від Умнака. У результаті виверження територія була похована під майже двометровим шаром попелу.

## Новітня історія
У 1910-х роках Анангула був одним із багатьох Алеутських островів, які уряд Сполучених Штатів заселяв песцем з метою виловлення та торгівлі хутром. Цим промислом займалися переважно алеути, які жили в Нікольському, приблизно 6,9 км на південь на острові Умнак. Пізніше, у 1930-х роках, на острові була створена додаткова популяція кроликів, які стали їжею для лисиць. Наприкінці 1940-х років лисиці були видалені через їх згубний вплив на місцеві популяції морських птахів, хоча кролики залишаються дотепер.
Острів отримав деяку популярність в археологічному спільноті після відкриття ядра та леза Вільямом С. Лафліном у 1938 році. Пізніші експедиції Лафліна в 1950-х і 1960-х роках виявили більше артефактів, а серія з чотирьох експедицій у 1970—1974 роках розкопала поселення.